# Roggeveld
Il Roggeveld (in afrikaans, letteralmente, "prato di segale") è un altopiano del Sudafrica nordorientale, parte del Karoo. Si trova nella provincia del Capo Orientale. Dall'altopiano prendono il nome anche i Monti del Roggeveld, che si estendono a ovest del Roggeveld, nella Provincia del Capo Settentrionale.